# Le Magny (Vosges)
Pour les articles homonymes, voir Le Magny.
Le Magny est une ancienne commune française située dans le département des Vosges, en région Grand Est.

## Géographie

### Localisation
| Ambiévillers Haute-Saône                 | Montmotier                     | Fontenoy-le-Château |
|                                          | du Magny (au 31/12/2012)       | Fontenoy-le-Château |
| Mailleroncourt-Saint-Pancras Haute-Saône | Fontenois-la-Ville Haute-Saône |                     |

### Hydrographie et les eaux souterraines
Plan d'eau sur la commune ou à son aval :
- étang fontaine[1].

## Histoire
Le toponyme du Magny (lou Mesnil devant Fontenoi) semble attesté dès le XIIIe siècle.

Ancienne terre de surséance attribuée à la Lorraine en 1704, Le Magny appartenait au bailliage de Remiremont et dépendait, au spirituel, de la paroisse de Fontenois-la-Ville (Haute-Saône), diocèse de Besançon, doyenné de Faverney ; il appartient aujourd'hui à la paroisse de Fontenoy-le-Château.
Il n'existe pas d'église au Magny. La mairie et l'école mixte ont été construites en 1870 et 1871.
À la suite de la sollicitation du maire approuvée par le conseil municipal, le 24 novembre 2012, et après entretien avec le secrétaire général de la préfecture, la fusion des communes de Fontenoy-le-Château et du Magny est effective depuis le 1er janvier 2013. La commune fusionnée porte le nom de Fontenoy-le-Château.

## Politique et administration
| Période                                  | Période       | Identité                 | Étiquette | Qualité     |
| ---------------------------------------- | ------------- | ------------------------ | --------- | ----------- |
| Les données manquantes sont à compléter. |               |                          |           |             |
| avant 1981                               | ?             | Claude Vallet            |           |             |
|                                          | mars 2001     | Marie-Thérèse Vallet     |           |             |
| mars 2001                                | mars 2008     | Louis-Dominique Tinchant |           |             |
| mars 2008                                | décembre 2012 | Patrick Marchal          |           | Agriculteur |

## Population et société

### Démographie
L'évolution du nombre d'habitants est connue à travers les recensements de la population effectués dans la commune depuis 1793. À partir du 1er janvier 2009, les populations légales des communes sont publiées annuellement dans le cadre d'un recensement qui repose désormais sur une collecte d'information annuelle, concernant successivement tous les territoires communaux au cours d'une période de cinq ans. 
Pour les communes de moins de 10 000 habitants, une enquête de recensement portant sur toute la population est réalisée tous les cinq ans, les populations légales des années intermédiaires étant quant à elles estimées par interpolation ou extrapolation. Pour la commune, le premier recensement exhaustif entrant dans le cadre du nouveau dispositif a été réalisé en 2006,.
En 2007, la commune comptait 44 habitants.
| 1793 | 1800 | 1806 | 1821 | 1831 | 1836 | 1841 | 1846 | 1856 |
| ---- | ---- | ---- | ---- | ---- | ---- | ---- | ---- | ---- |
| 132  | 134  | 150  | 140  | 160  | 159  | 192  | 190  | 202  |

| 1861 | 1866 | 1876 | 1881 | 1886 | 1891 | 1896 | 1901 | 1906 |
| ---- | ---- | ---- | ---- | ---- | ---- | ---- | ---- | ---- |
| 180  | 176  | 166  | 148  | 159  | 153  | 138  | 142  | 117  |

| 1911 | 1921 | 1926 | 1931 | 1936 | 1946 | 1954 | 1962 | 1968 |
| ---- | ---- | ---- | ---- | ---- | ---- | ---- | ---- | ---- |
| 150  | 137  | 146  | 149  | 145  | 120  | 103  | 84   | 67   |

| 1975 | 1982 | 1990 | 1999 | 2006 | 2007 | - | - | - |
| ---- | ---- | ---- | ---- | ---- | ---- | - | - | - |
| 38   | 41   | 36   | 32   | 43   | 44   | - | - | - |

## Culture locale et patrimoine

### Lieux et monuments
- Une enquête thématique régionale (architecture rurale de Lorraine : Vôge méridionale) a été réalisée par le service régional de l'inventaire[6].